# Vrbanska cesta

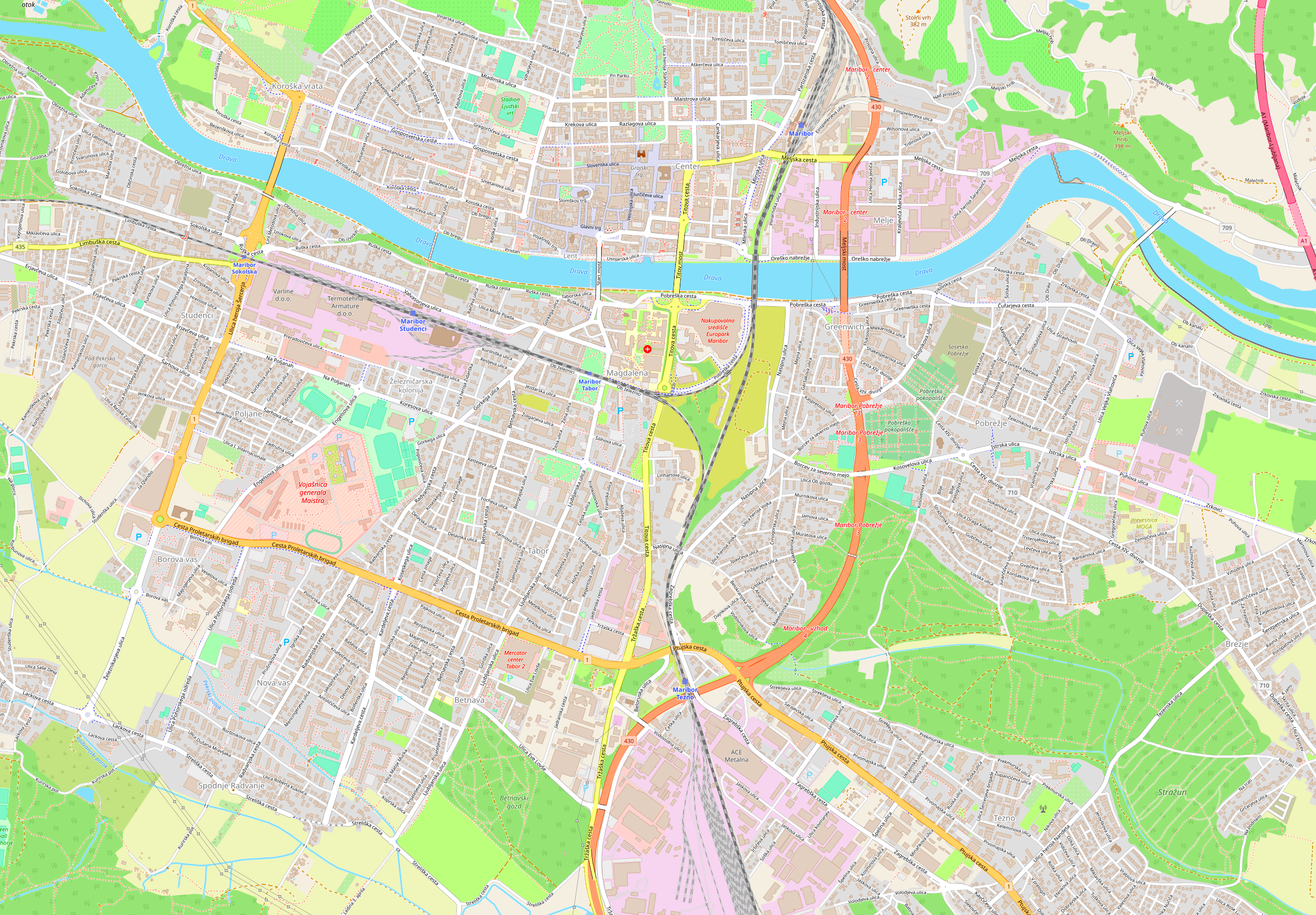

Vrbanska cesta (Urbanistraße) ist der Name einer Straße in Maribor, Slowenien. Sie führt vom Zentrum des Stadtteils Koroška vrata nach Nordwesten bis Zentrum von Kamnica.

## Geschichte
Der heutige Name der Straße bezieht sich auf den Sveti-Urban-Berg mit der gleichnamigen Kirche nördlich von Kamnica, der bereits im 19. Jahrhundert ein beliebtes Ausflugsziel war.
Im 19. Jahrhundert hieß die alte Straße von der heutigen Gosposvetska cesta (damals Klostergasse) in Richtung Gams bei Marburg (heute Kamnica) Pulverturmgasse, weil an dieser Strecke ein Turm stand, in dem Schießpulver gelagert wurde. 1876 wurde sie in Urbanigasse umbenannt, 1919 in Urbanova ulica und 1938 in Vrbanova cesta. Nach der deutschen Besetzung im Jahr 1941 erhielt sie den Namen wurde sie in Urbanistraße, im Mai 1945 wieder ihren slowenischen Namen Vrbanska cesta. Im Jahr 1967 wurde sie von der Grenze des Stadtteils Koroška bis zur Straße nach Rošpoh in Kamnice verlängert.

## Lage
Die Straße führt durch die Mariborer Bezirke Koroška vrata und Kamnica (von Ost nach West). Sie zweigt südwestlich des Stadions Ljudski vrt von der Gosposvetska ulica ab und verläuft nach Nordwesten. Zunächst durchquert sie die bewohnten Gebiete im Nordwesten von Koroška vrata, anschließend das Urbani-Plateau zwischen Koroška vrata und Kamnica mit den Trije Angeli-Skulturen, dem Herrenhaus Račji dvor und dem Hippodrom von Kamnica. Am Hippodrom wendet sich die Straße nach Westen und verläuft südlich der Weinberge bis zur Einmündung in die Cesta v Rošpoh.

## Abzweigende Straßen
Die Vrbanska cesta berührt folgende Straßen (von Ost nach West): Kajuhova ulica, Medvedova ulica, Gregorčičeva ulica, Bernekerjeva ulica, Kosarjeva ulica, Mladinska ulica, Kmetijska ulica, Turnerjeva ulica, Njegoševa ulica, Kamniška ulica, Vinarska ulica, Raški Dol, Rošpoh–del, Kamniški breg, Nad creto, Confidentijeva ulica, Kobanska ulica. 

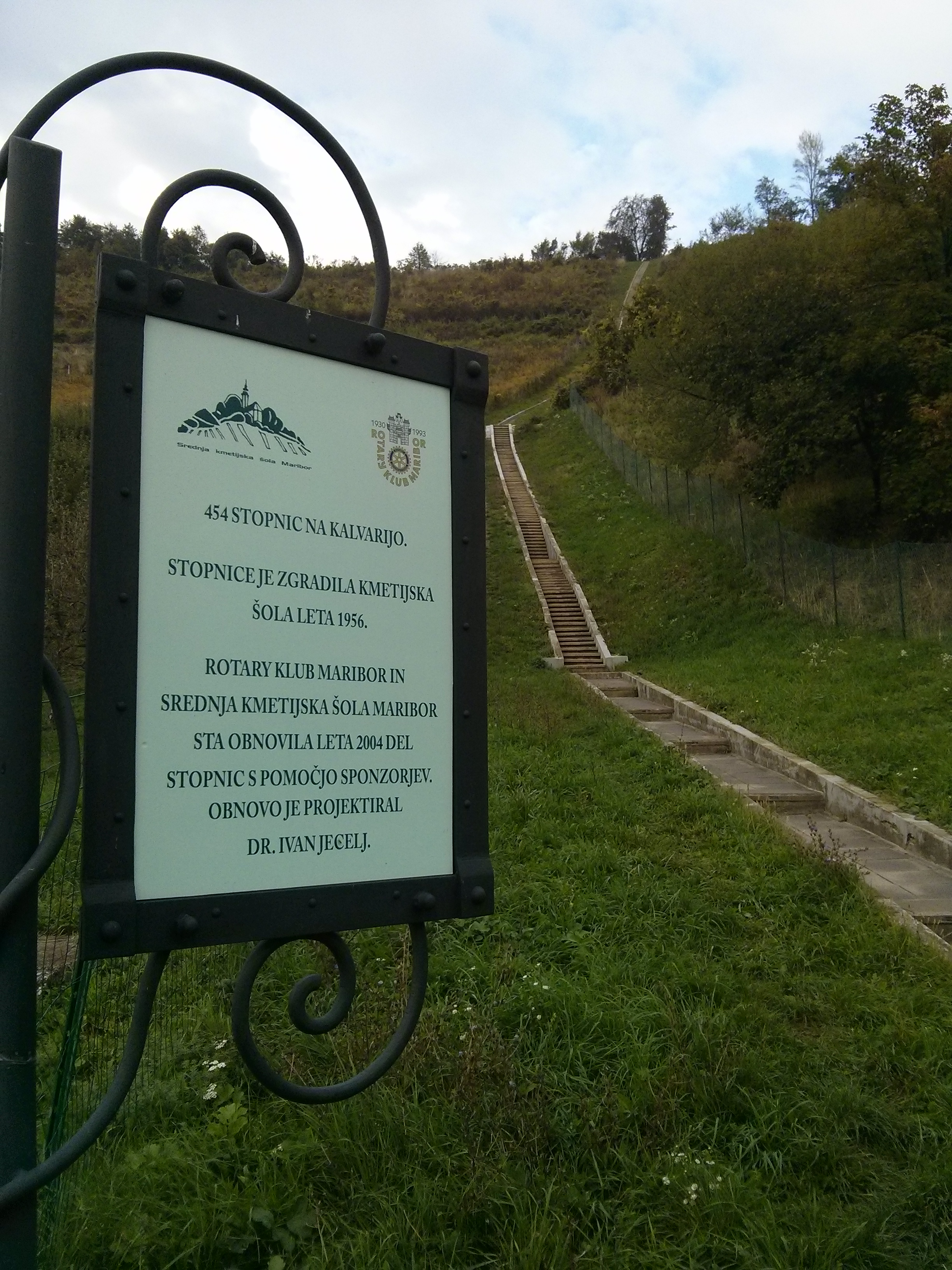
Die Stufen auf den Kalvarienberg

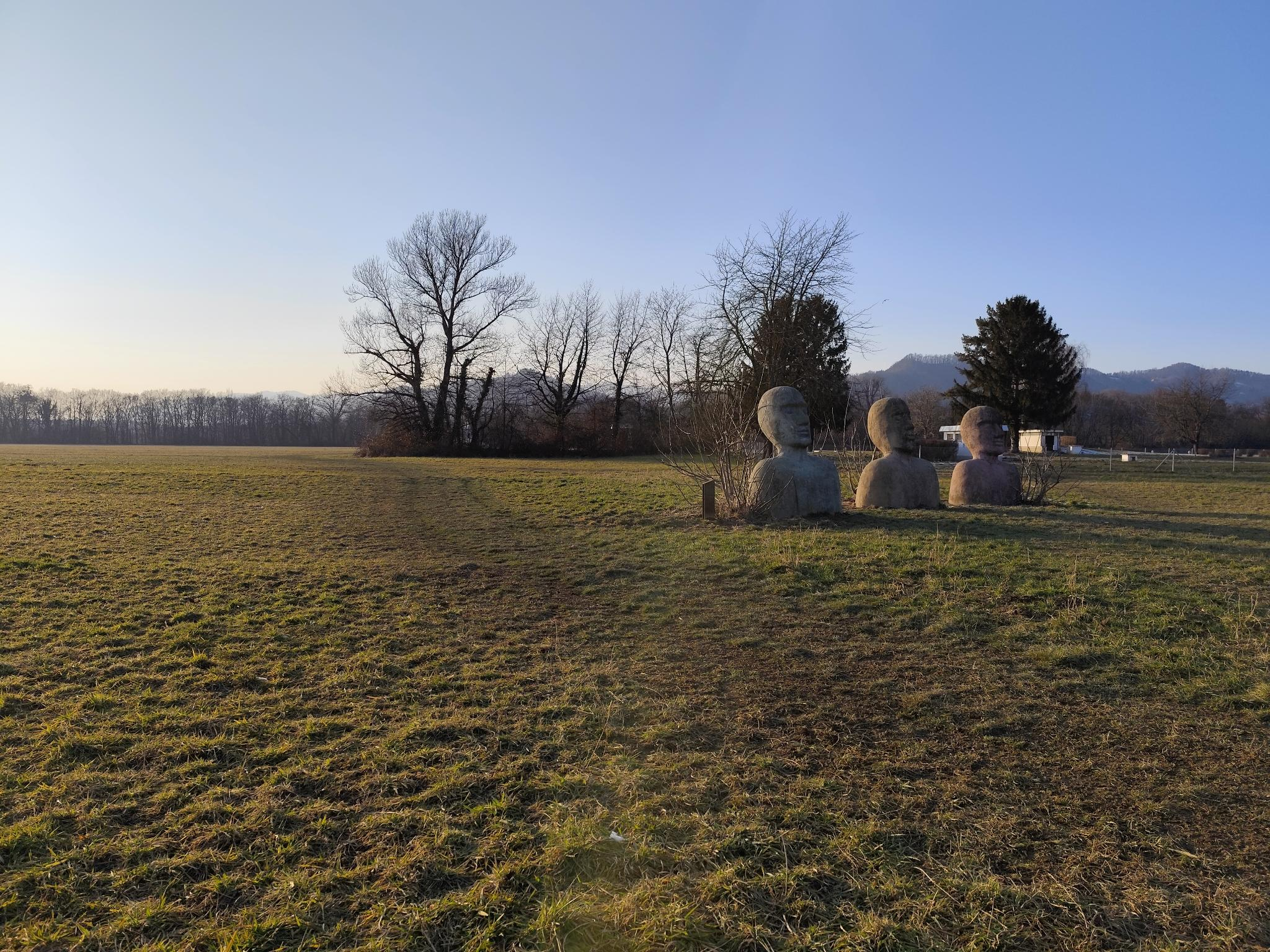
Urbani-Plateau Maribor

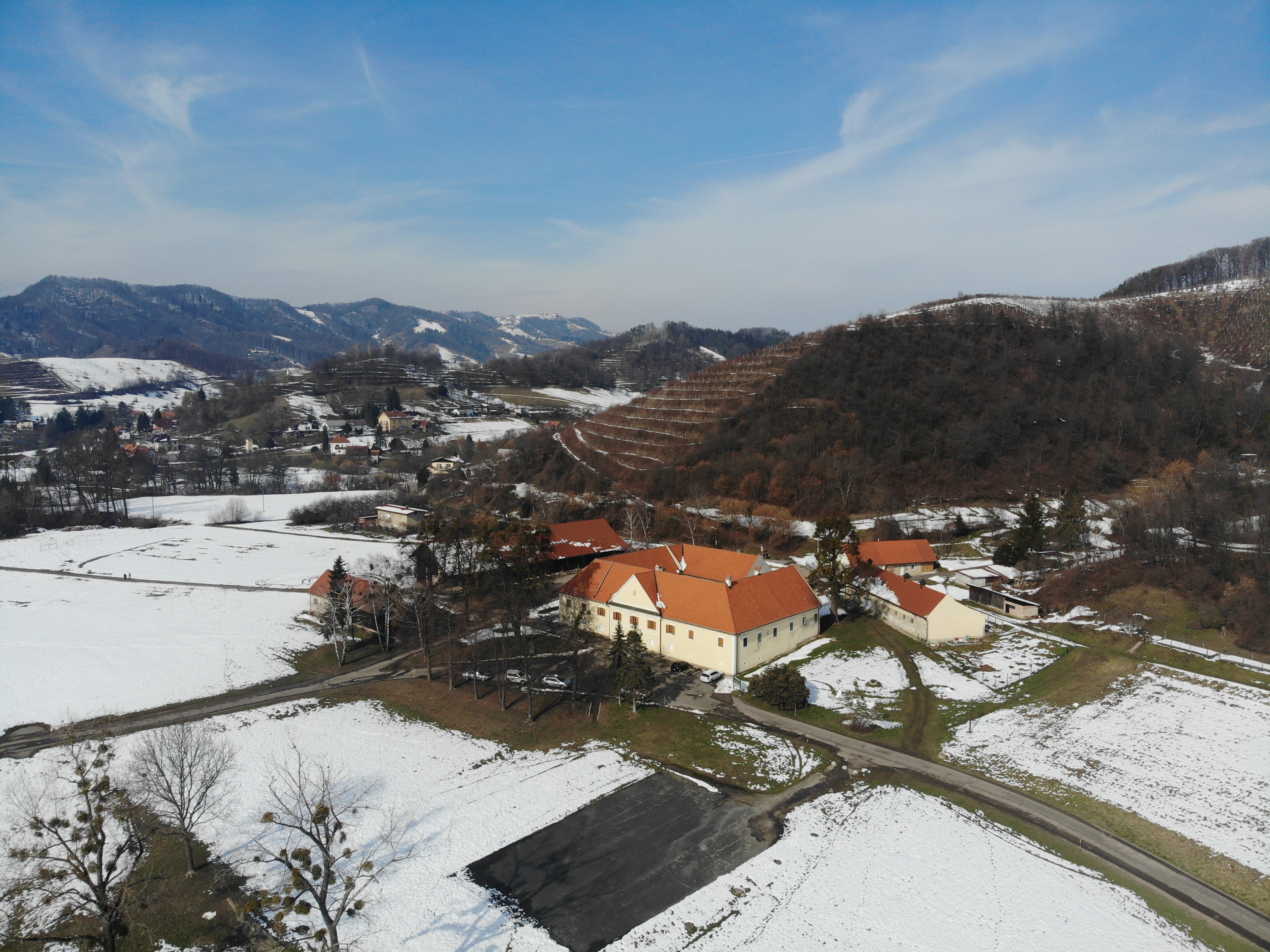
Herrenhaus Račji dvor

## Bauwerke und Sehenswürdigkeiten
- Stadion Ljudski vrt
- Biotechnische Schule Maribor
- Stopnice na Kalvarijo (Die Stufen auf den Kalvarienberg)[5]
- Kamniški drevored (Allee nach Kamnica)
- Trije Angeli-Skulpturen[6]
- Herrenhaus Račji dvor[7]
- Hipodrom Kamnica